# Панов, Эдуард Порфирьевич

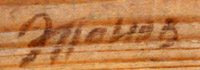
Подпись художника Э. П. Панова с картины «Храм в Медведково»

Панов Эдуард Порфирьевич (1948, Челябинск) — заслуженный художник России, советский и российский художник-живописец.

## Биография
Панов Э. П. родился в 1948 году в г. Челябинске на Южном Урале в семье художника-реставратора Порфирия Панова, который дал ему первые уроки рисования. Учился в художественной школе и художественном училище, затем в 1972 году окончил Московский технологический институт, художественный факультет.
В основном Панов Э. П. работает в жанре пейзажа, пишет натюрморты, реже портреты.
Персональные выставки : Москва 1983 г., Польша 1984 г.(Варшава, Гданьск, Зелена Гура), Чехословакия 1985 г. (Прага, Брно, Братислава), Германия 1989 г. (Берлин), Индия 1989 г. (Дели, Калькутта, Мадрас), Финляндия 1990 г. (Хельсинки), Польша 1993 г. (Варшава), Марокко 1994 г. (Рабат, Касабланка), Москва 1998 г., Люксембург 2000 г. и 2001 г., 2004 г., 2005 г., Германия 2003 г., 2004 г., 2005 г., 2006 г., Кипр 2002 г., 2003 г.
Член Международного художественного фонда, член Союза художников Москвы с 1985 года.
Дети: Эдуард Панов и Михаил Панов.